# Antedon
Antedon is een geslacht van haarsterren uit de familie Antedonidae.

## Soorten
- Antedon arabica A.H. Clark, 1937
- Antedon bifida (Pennant, 1777)
- Antedon detonna McKnight, 1977
- Antedon duebenii Bölsche, 1866
- Antedon hupferi Hartlaub, 1890
- Antedon incommoda Bell, 1888
- Antedon iris (A.H. Clark, 1912)
- Antedon loveni Bell, 1882
- Antedon mediterranea (Lamarck, 1816)
- Antedon nuttingi (A.H. Clark, 1936)
- Antedon parviflora (A.H. Clark, 1912)
- Antedon petasus (Düben & Koren, 1846)
- Antedon serrata A.H. Clark, 1908